# Іваї
Іваї (порт. Ivaí) — місто та муніципалітет у штаті Парана, Бразилія.

## Клімат
Місто знаходиться у зоні, котра характеризується вологим субтропічним кліматом. Найтепліший місяць — січень із середньою температурою 21.6 °C (70.9 °F). Найхолодніший місяць — червень, із середньою температурою 13.2 °С (55.8 °F).
| Клімат Іваї             | Клімат Іваї | Клімат Іваї | Клімат Іваї | Клімат Іваї | Клімат Іваї | Клімат Іваї | Клімат Іваї | Клімат Іваї | Клімат Іваї | Клімат Іваї | Клімат Іваї | Клімат Іваї | Клімат Іваї |
| Показник                | Січ.        | Лют.        | Бер.        | Квіт.       | Трав.       | Черв.       | Лип.        | Серп.       | Вер.        | Жовт.       | Лист.       | Груд.       | Рік         |
| Абсолютний максимум, °C | 38,2        | 34,4        | 33,9        | 31,2        | 28,7        | 27,3        | 29,1        | 31,1        | 34,9        | 33,3        | 37,1        | 34,1        | 38,2        |
| Середній максимум, °C   | 28,4        | 28          | 27,4        | 25          | 22,2        | 20,5        | 21,3        | 22,8        | 23,7        | 25,5        | 26,8        | 27,3        | 24,9        |
| Середня температура, °C | 21,6        | 21,3        | 20,4        | 18,3        | 15,1        | 13,2        | 13,7        | 15          | 16,5        | 18,6        | 19,9        | 20,7        | 17,8        |
| Середній мінімум, °C    | 16,7        | 16,7        | 15,5        | 13,6        | 9,9         | 8,1         | 8,2         | 9,2         | 11,1        | 13,2        | 14,5        | 15,8        | 12,7        |
| Абсолютний мінімум, °C  | 9           | 8,7         | 3           | 2,4         | −4,6        | −5,9        | −4,4        | −6,3        | −3          | 2,4         | 4,6         | 6,9         | −6,3        |
| Вологість повітря, %    | 79.6        | 81.6        | 81.4        | 82.8        | 83.3        | 83.2        | 79.1        | 75.8        | 76          | 76.6        | 77.4        | 79.2        | 79.7        |
| ----------------------- | ----------- | ----------- | ----------- | ----------- | ----------- | ----------- | ----------- | ----------- | ----------- | ----------- | ----------- | ----------- | ----------- |
| Джерело: Weatherbase    |             |             |             |             |             |             |             |             |             |             |             |             |             |

## Історія
Іваї разом з околицями – один із найважливіших осередків українців у Бразилії. Перші українські поселенці з'явилися 1908. Незважаючи на складні умови (вкриті густими лісами землі; відсутність доріг і засобів комунікації; нестача продовольства), українці обживали виділені їм федералальним урядом землі (по 24 га на родину). При уряді була створ. комісія (до неї входили також 2 українців), яка займалася питаннями розміщення поселенців по т. зв. лініях-колоніях.

## Культура
Поступово з'явилися дочірні колонії: Ґонсалвес Жуніор, Фашінал дос Балайос, Українська (Руська) Вулиця, Салтіньо, Тераса Крістіна, Пайол Вельо, Капівара, Імбуя та ін.
У місті та його околицях діяли товариства: ім. Т. Шевченка, ім. св. Стефана, «Просвіта», «Рідна школа», «Шкільна поміч», «Поміч». На честь Товариства ім. Т. Шевченка названо площу в місті.

### Релігія
Іваї має одну з найкращих парафій у Бразилії. Першу капличку відкрили в одному з гол. бараків. 1911 побудовано нову дерев'яну церкву (існувала до 1945).
Серед вихідців з Іваї низка церковних діячів, зокрема перший єпископ, народженого у Бразилії, Єфрем (Кривий), який спорудив 59 храмів у країні. 1921 року до міста з Галичини прибули Сестри Служебниці Непорочної Діви Марії, які займалися навчанням катехизму, української мови, пісень, традицій, вихованням юнацтва.
У 1945 році освячено церкву Пресолодкого Серця Ісусового. Від 1948 року діє Василіянський монастир, де навчалися майбутні єпископи Володимир Кобвич, Діонісій Ляхович, Мирон Мазур.
У 1981 році побудовано нове приміщення, куди переведено з м. Прудентополіс монастир Новіціят Згромадження Куритибської архієпархії святого Івана Хрестителя УГКЦ.
У місті є греко-католицька церква, муніципальний шпиталь, 2 колегії, 2 банки, центр. пошта, фабрики (паперу, чаю), готель.

## Відомі люди
- Єфрем Кривий
- Діонісій Ляхович
- Мирон Мазур
- Володимир Ковбич
- Віомар Ґенезій
- Порфирій Василь Підручний
- Микола Лиско